# Нестеренки (Богодухівський район)
Несте́ренки — село в Україні, у Валківській міській громаді Богодухівського району Харківської області. Населення становить 45 осіб. До 2020 орган місцевого самоврядування — Мельниківська сільська рада.

## Географія
Село Нестеренки знаходиться за 2 км від річка Грушева, на відстані 2 км розташовані села Яхременки, Велика Губщина, Тугаївка і Гребінники.

## Історія
- 1890 рік — дата заснування.
- 1997 рік — до села приєднали село Коробки.
- 12 червня 2020 року, розпорядженням Кабінету Міністрів України № 725-р «Про визначення адміністративних центрів та затвердження територій територіальних громад Харківської області», увійшло до складу Валківської міської громади.[1]
- 19 липня 2020 року, в результаті адміністративно-територіальної реформи та ліквідації Валківського району, село увійшло до складу Богодухівського району[2].

## Населення

### Мова
Розподіл населення за рідною мовою за даними перепису 2001 року:
| Мова       | Кількість | Відсоток |
| ---------- | --------- | -------- |
| українська | 187       | 93.5%    |
| російська  | 13        | 6.5%     |
| Усього     | 200       | 100%     |